# Preisuntergrenze
Die Preisuntergrenze ist in der Betriebswirtschaftslehre der in der Kostenträgerrechnung kalkulierte Mindestpreis für ein Produkt oder eine Dienstleistung, der einem Unternehmen die kurz- oder langfristige Existenz sichert. 
Die Preisuntergrenze ist ein Indifferenzpreis, weil sie jenen Verkaufspreis markiert, bei dem es für den Anbieter gleichgültig ist, ob er eine Gütereinheit verkauft oder nicht. Bei intensivem Wettbewerb (Preiswettbewerb etwa im Polypol oder Oligopol) können Situationen auftreten, die eine Preissenkung auf die Preisuntergrenze rechtfertigen. Beispielsweise in einer Rezession, die durch Absatzeinbußen gekennzeichnet ist, kann die Unternehmensleitung gezwungen sein, die Verkaufspreise zu senken, um den Absatzrückgang auszugleichen oder zu minimieren. Dann muss bekannt sein, in welchem Ausmaß die Preissenkung vorgenommen werden kann, ohne Verluste zu erleiden. 
Die Preisuntergrenze gibt den Verkaufspreis an, den ein Unternehmen für sein Produkt oder seine Dienstleistung verlangen muss, um kurz- oder langfristig bestehen zu können. Sie ist Bestandteil der Preispolitik eines Unternehmens, das im Wettbewerb mit Konkurrenten den Marktpreis als Instrument einsetzt, um die Nachfrage nach seinen Produkten oder Dienstleistungen durch Preissenkungen zu erhöhen oder durch Preissteigerungen zu senken. Der Preisspielraum reicht von einer Preisuntergrenze, bei der kein Gewinn mehr möglich ist, bis zu einer Preisobergrenze, bei der keine Nachfrage mehr besteht; dazwischen liegen die Preise von Substitutionsprodukten der Konkurrenz.
Bei Preissenkungen muss dem Unternehmen bekannt sein, zu welchem Preis die Gesamtkosten oder ein Teil davon gerade noch gedeckt werden können. Beim Erreichen der Preisuntergrenze wird das Unternehmen zum Grenzanbieter.

## Arten
Im Hinblick auf die Frage, wie lange ein Unternehmen die Preisuntergrenze durchstehen kann, unterscheidet man zwischen kurzfristiger und langfristiger Preisuntergrenze:
- Bei der kurzfristigen Preisuntergrenze (absolute Preisuntergrenze) besteht eine Kostendeckung lediglich für die variablen Stückkosten, während in Höhe der Fixkosten ein Verlust entsteht. Die korrespondierende Produktionsmenge (englisch output) ist das Betriebsminimum. Im einfachsten Fall liegt die kurzfristige Preisuntergrenze in Höhe der Grenzkosten.[4]

Die kurzfristige Preisuntergrenze pro Stück {\displaystyle kPUG} errechnet sich aus der Division der variablen Kosten {\displaystyle K_{v}} durch die produzierte Menge {\displaystyle M}
{\displaystyle kPUG={\frac {K_{\mathrm {v} }}{M}}}.
Liegen beispielsweise die variablen Kosten bei 22.000 Euro für 400 Stück, so beträgt die kurzfristige Preisuntergrenze 55 Euro. Die dazugehörige Produktionsmenge {\displaystyle M} ist das Betriebsminimum.
- Bei der langfristigen Preisuntergrenze werden die Gesamtkosten (Selbstkosten) gedeckt, aber keine Gewinne erzielt, denn das Unternehmen produziert an der Gewinnschwelle:

{\displaystyle lPUG={\frac {K_{\mathrm {v} }+K_{\mathrm {f} }}{M}}}.
Die dazugehörige Produktionsmenge wird als Betriebsoptimum bezeichnet. Im Beispiel sind zu den variablen Kosten noch angenommene 12.000 Euro Fixkosten:{\displaystyle K_{f}} hinzuzurechnen, so dass die Gesamtkosten bei 34.000 Euro liegen. Die langfristige Preisuntergrenze beträgt dann 85 Euro. Hier zeigt sich, wie bedeutsam die Fixkosten für ein Unternehmen sind. Eine Kostensenkung bei den Fixkosten ermäßigt nicht nur die Gewinnschwelle (es entsteht früher Gewinn), sondern wirkt sich überproportional auf den Preis aus.
```
  Ergebnisrechnung:
  
Umsatzerlöse

  - variable Kosten
  = 
Deckungsbeitrag
 1
  - produktfixe Kosten
  = Deckungsbeitrag 2
  - produktgruppenfixe Kosten
  = Deckungsbeitrag 3
  - unternehmensfixe Kosten
  = Betriebsgewinn/Betriebsverlust
```

Reichen die Umsatzerlöse insgesamt aus, um alle anfallenden Gesamtkosten zu decken, so hat der Verkaufspreis die langfristige Preisuntergrenze erreicht.
- Außerdem gibt es noch die liquiditätsorientierte Preisuntergrenze. Erfolgt die Ausrichtung der Verkaufspreise nach der kurzfristigen Preisuntergrenze, kann ein Unternehmen in Liquiditätsschwierigkeiten geraten. Da in der kurzfristigen Preisuntergrenze nur die variablen Kosten erfasst werden, bleiben die fixen Kosten, die kurzfristig zu Ausgaben führen, unberücksichtigt. Das sind insbesondere Mietkosten, Personalkosten, Sozialabgaben, betriebliche Steuern und Versicherungsprämien. Die liquiditätsorientierte Preisuntergrenze wird wie folgt ermittelt:

{\displaystyle {\frac {{\text{Variable Kosten}}+{\text{kurzfristig ausgabenwirksame fixe Kosten}}}{Absatzmenge}}}.
Im Konzern gelten als Preisuntergrenze für Verrechnungspreise aufgrund des Fremdvergleichsgrundsatzes die Herstellungskosten zuzüglich einer angemessenen Gewinnmarge, die von unabhängigen Dritten für diese Waren zu entrichten wären.

## Rechtsfragen
Nach ständiger Rechtsprechung des Bundesgerichtshofs (BGH) steht es dem Unternehmer im Rahmen der geltenden marktwirtschaftlich orientierten Wirtschaftsordnung grundsätzlich frei, seine Preisgestaltung in eigener Verantwortung vorzunehmen. Diesem Urteil zufolge ist ein zeitlich begrenztes Angebot einzelner Schallplatten unter Einstandspreis ohne Vorliegen besonderer Umstände nicht ohne weiteres wettbewerbswidrig. Dagegen beeinträchtigt der dauerhafte Verkauf von Produkten unter Einkaufspreis kleinere Konkurrenten unbillig und ist daher grundsätzlich zu verbieten. Ausgangspunkt des zitierten Rechtsstreits war der Eingriff des Bundeskartellamts in den Preiskampf des deutschen Lebensmitteleinzelhandels im September 2000 mit dem Verbot an Walmart, Aldi Nord und Lidl, Produkte unter Einkaufspreis zu verkaufen. Der BGH verbot diese Praxis, wenn sie von Unternehmen mit Marktmacht über längere Zeit, jedenfalls aber systematisch handelnd, ausgeübt wird.

## Wirtschaftliche Aspekte
Im Preiswettbewerb zwischen Unternehmen für das gleiche Produkt oder die vergleichbare Dienstleistung kann es sinnvoll sein, den Verkaufspreis als strategischen Aktionsparameter zu senken, um ein höheres Absatzvolumen zu generieren. Der Preis muss jedoch beim Marktverhalten als Aktionsparameter zur Verfügung stehen (Preisanpasser), denn der Mengenanpasser muss zum gegebenen Marktpreis anbieten. Durch Preissenkung kann eine Unterbeschäftigung beseitigt werden. Dabei kann der Verkaufspreis bis zur Preisuntergrenze gesenkt werden, so dass diese die Limitation der Preispolitik darstellt. Sollte die Preisuntergrenze unterschritten werden, erfüllt ein Verzicht auf den Verkauf die Unternehmensziele besser als der Verkauf. Bei Unterschreitung der Preisuntergrenze sollten Produkte aus wirtschaftlichen Gründen aus dem Produktionsprogramm entfernt werden bzw. auf die Annahme eines Auftrags oder einer Bestellung verzichtet werden.